# Dones a Laos
Les dones de Laos són dones nascudes, que viuen o provenen de Laos. Les dones laosianes han estat durant molt de temps participants actives en la societat de la seva nació, involucrades en la política, impulsant la transformació i el desenvolupament social, fent-se actives en el món empresarial i servint com a infermeres i productores d'aliments per als militars. A causa de la modernització i el desarrelament rural, les dones laosianes han començat a adoptar estils de vida estranys als ideals laosians tradicionals.

## Estatus legal
Segons la Constitució de Laos, les dones són legalment iguals als homes. Tenen dret a votar i heretar propietats. A la pràctica, els rols i l'estatus de les dones a la societat laosiana sovint depenen de l'afiliació ètnica. En alguns casos, com en l'estatus de les dones lao loum, a la filla més jove se li assigna sovint la tasca de cuidar els pares durant la tercera edat a canvi de rebre una herència, com terres i negocis. Després de rebre la seva herència, la filla no obté el control directe de les terres ni dels negocis, ja que el seu marit té poder executiu sobre aquestes matèries. Altres dones de diferents grups ètnics no hereten res.
El 1993, el govern de Laos va establir un programa d'avaluació i titulació de terres, que era nominalment més beneficiós per a les propietàries. També es va promulgar la legislació nacional que declarava que els homes i dones de Laos eren «titulars iguals de la propietat», incloent la llei de família que proclamava que «qualsevol propietat adquirida durant el matrimoni es considera com a propietat conjunta» i que «la propietat d'una dona anterior al matrimoni continua sent de la seva propietat individual, igual que qualsevol terra que hereta dels seus pares».

## Mà d'obra
Moltes dones rurals emprenen rols semi-formals en les seves comunitats, incloses l'artesania, el comerç, la salut pública i l'educació, a més dels rols tradicionals de mestresses de casa i de cuidadores dels nens. A les ciutats i al nivell de govern, les dones laosianes estan poc representades, especialment en llocs d'alt nivell. Pel que fa als salaris, les dones solen rebre compensacions més baixes que els homes.

## Religió
En relació amb el budisme a Laos i les creences tradicionals, a moltes dones laosianes se les va ensenyar que només podrien aconseguir el nirvana després de renàixer com a homes.

## Educació i formació
Les noies laosianes s'inscriuen menys a les escoles que nois. Després de la Segona Guerra Mundial, moltes dones, com les teixidores de seda de la població de Bai Hai, es van dedicar cada vegada més a treballs manuals no qualificats. Tot i que de mitjana tenen menys coneixements i educació que els homes (el 63% de les dones de Laos saben llegir i escriure, enfront del 83% dels homes), les dones es van convertir cada vegada més en les principals assalariades de les seves unitats familiars, especialment a les zones rurals.
En les últimes dècades, les dones també s'han beneficiat de programes de microfinançament que ofereixen organitzacions com l'Associació de desenvolupadors d'economia social (Social Economic Developers Association, SEDA). En aquests programes, les dones reben formació en l'establiment d'empreses, gestió empresarial, contractació de materials, producció massiva, negociació de preus de productes, gestió financera, estratègies de màrqueting, escriptura, planificació empresarial i presa de decisions. Aquesta intenció és ajudar les dones a potenciar-se i obtenir «estabilitat financera».
Una altra organització que participa en l'educació de les dones és el Centre de Desenvolupament de Dones Discapacitades de Lao, una institució que forma a les dones discapacitades. El Centre de Desenvolupament de Dones Discapacitades de Laos va ser creat per Chanhpheng Sivila i va funcionar principalment com una sèrie de tallers abans d'expandir-se el 2002. Un altre grup similar centrat en els drets, la potenciació i la salut de les dones de Laos és el Comitè per a la Promoció de la Dona de la província de Sayaboury.

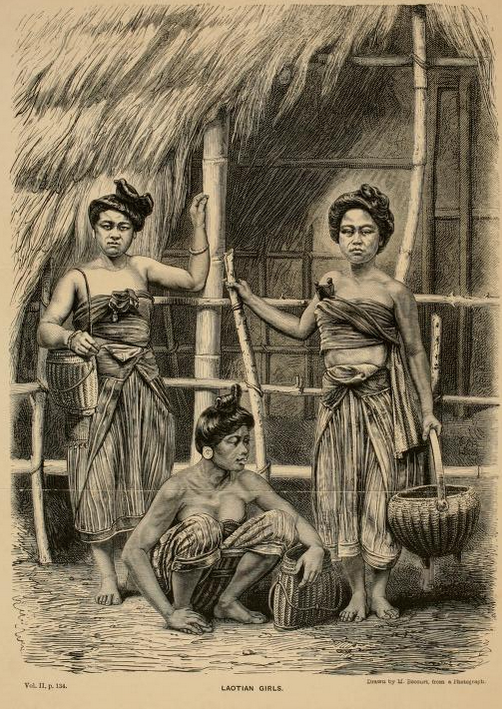
Dones de Laos, 1860
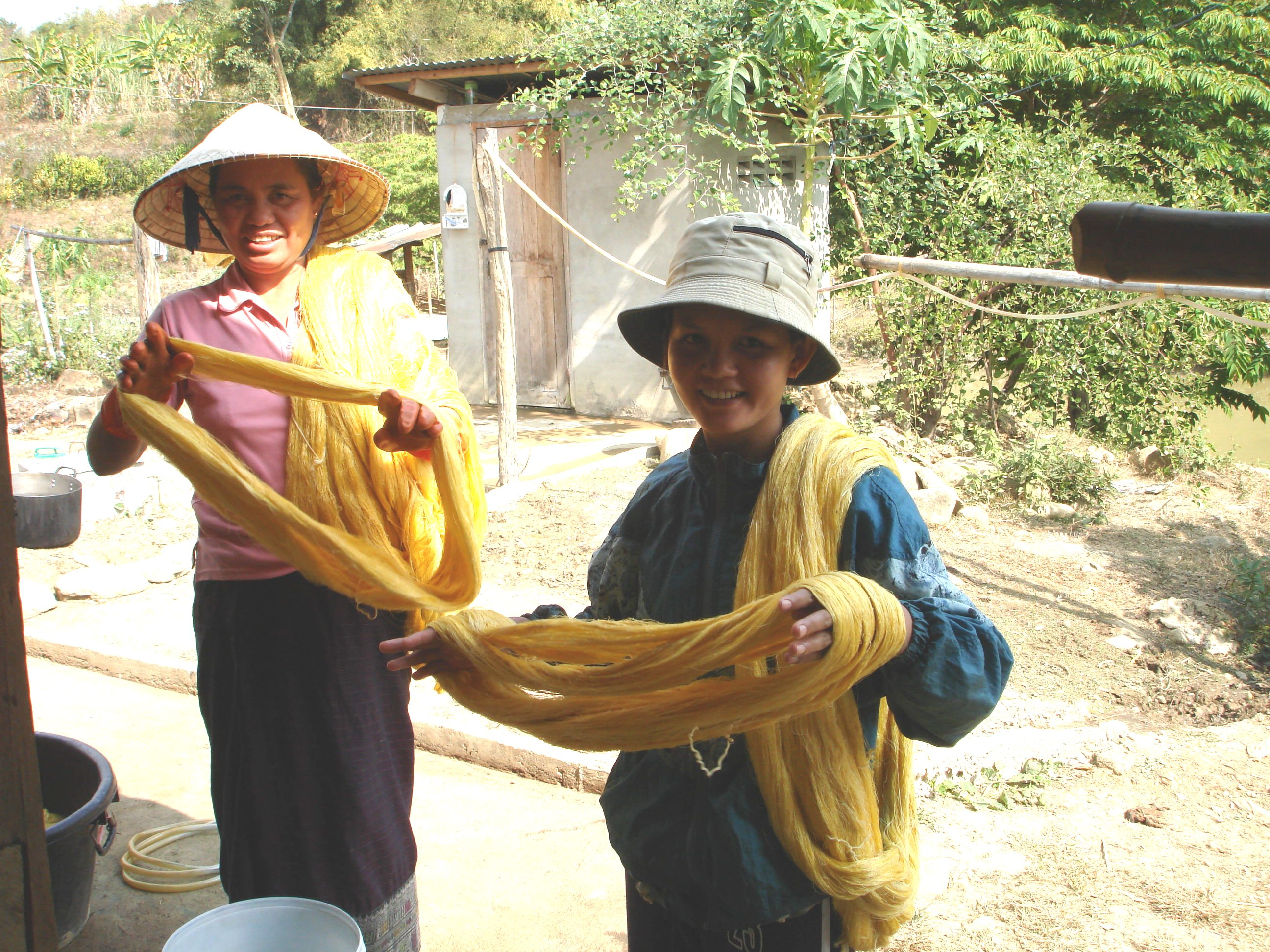
Dues dones i el seu producte de seda
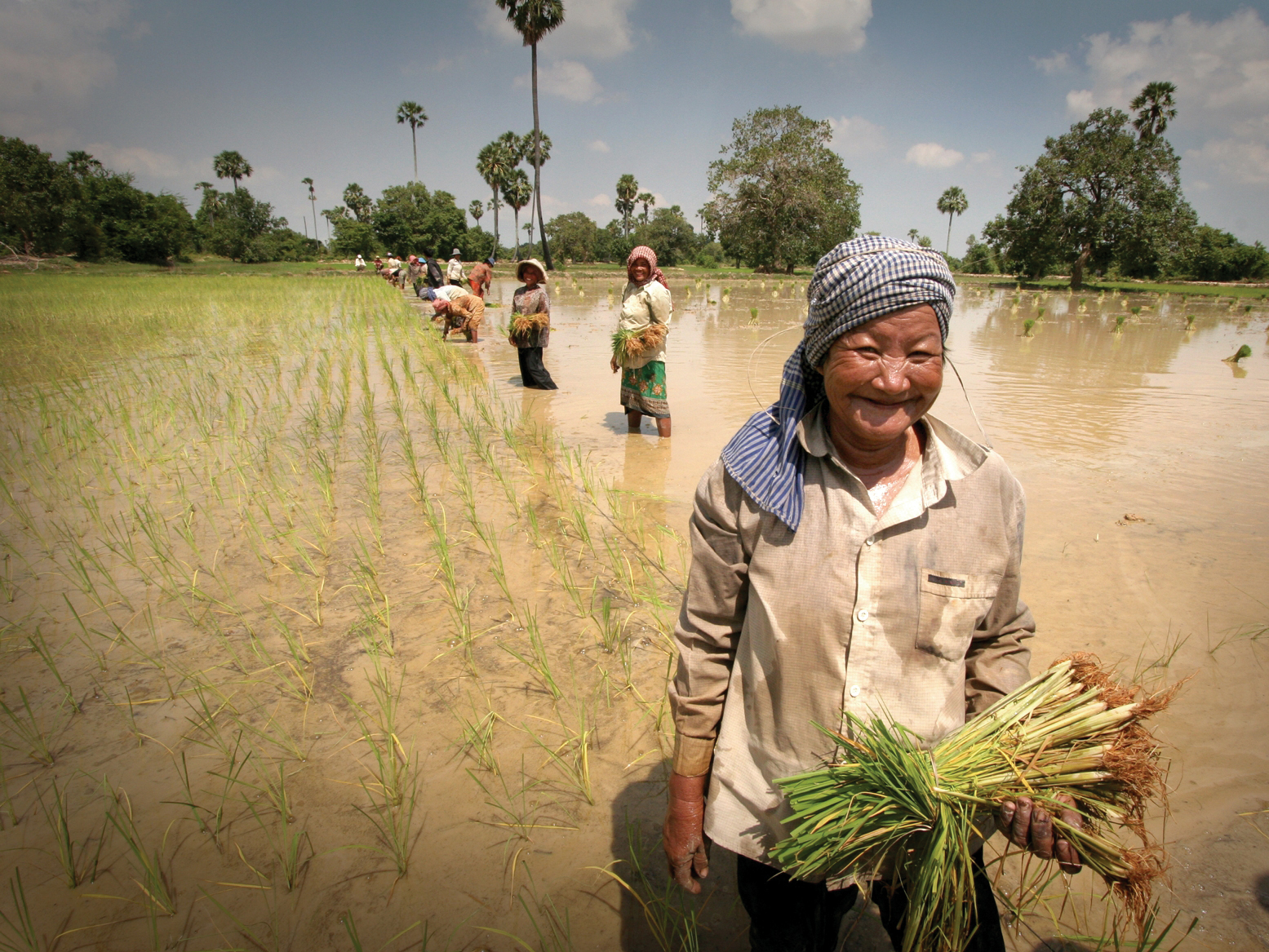
Dones plantant arròs
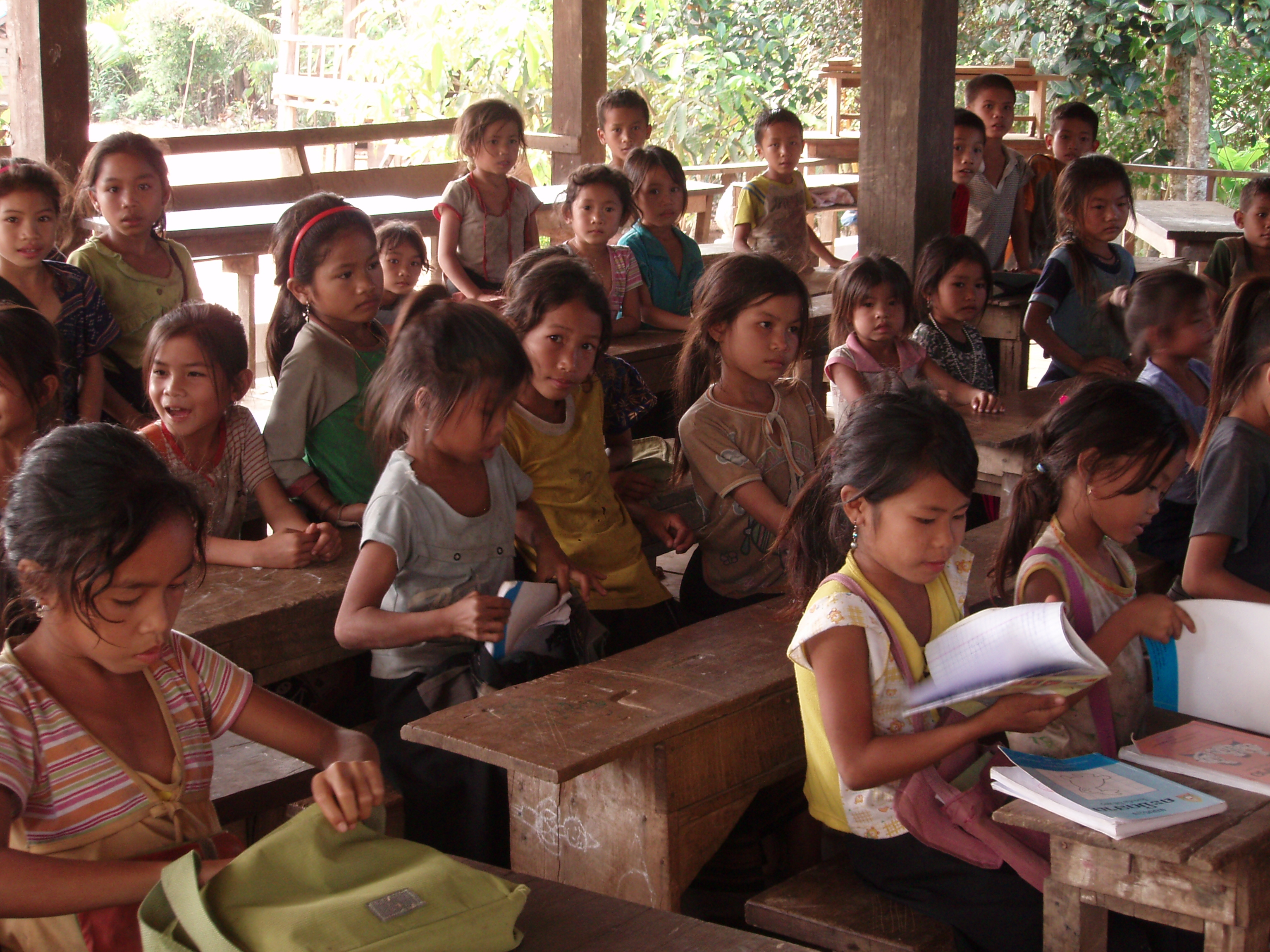
Noies en una petita escola del poble d'una zona rural al nord de Laos

## Política
Les dones de Laos van obtenir el dret a votar i ser elegides el 1958. Són poc representades al govern, tant a nivell local com nacional.
En les últimes dècades, les dones han fet incursions notables en la política. El 1997, Onchanh Thammavong es va convertir en una de les vicepresidentes de l'Assemblea Nacional de Laos. El març de 2011, l'Assemblea Nacional va proporcionar un seminari a les 47 candidatures femenines abans de les set setmanes de les eleccions generals de Laos, a l'abril de 2011, amb la finalitat d'inculcar les «obligacions significatives del cos legislatiu nacional» a les dones.

## Matrimoni
En la societat laosiana, les dones que es divorcien dels seus marits són tradicionalment estigmatitzades, i sovint les resulta difícil trobar un altre cònjuge.

## Tràfic de persones i prostitució
Igual que molts dels estats més pobres del sud-est asiàtic, el tràfic de persones i la prostitució són qüestions greus per a les laosianes.

## Laosianes destacades

### Cinema
- Mattie Do (directora)
- Vilouna Phetmany (actriu)

### Escriptores
- Douangdeuane Bounyavong
- Channapha Khamvongsa
- Ketmani Kouanchao
- Chanida Phaengdara Potter
- Souvankham Thammavongsa
- Saymoukda Vongsay

### Esportistes
- Boualong Boungnavong
- Siri Arun Budcharern
- Seuth Khampa
- Laenly Phoutthavong
- Philaylack Sackpraseuth
- Mala Sakonhninhom
- Vilayphone Vongphachanh

### Models
- On-anong Homsombath
- Souphaphone Somvichith

### Polítiques
- Bounyong Boupha
- Khampheng Boupha
- Souvanhpheng Bouphanouvong
- Somchanh Chitvongdouan
- Vanpheng Keonakhone
- Vassady Khotyotha
- Chanhthuem Latmany
- Latsamy Mingboupha
- Thatsadaphone Nosing
- Nang Keo Phimpha
- Khempheng Pholsena
- Sivanxai Phommalath
- Keosaychay Sayasone
- Thongvankham Sithilath
- Chanhsy Vannavongxay
- Bangon Xayalath
- Pany Yathotou